# آرثر ويليام تورنر
آرثر ويليام تورنر (بالإنجليزية: Arthur William Turner)‏ هو طبيب بيطري أسترالي، ولد في 17 أغسطس 1900 في ملبورن في أستراليا، وتوفي بنفس المكان في 20 ديسمبر 1989.